# 300미터 소총
300미터 소총은 국제사격연맹이 주관하는 사격 경기 종목 중 하나로, 과거에는 ‘자유소총’이라는 이름으로 불렸다. ‘자유소총’이라는 명칭의 유래는 스탠더드 소총에 비해 사수 개인의 체형에 맞춘 총기의 변형이 자유롭다는 데에서 비롯하였다. 
8미리 이하 구경의 소총으로 3백미터 거리의 표적을 사격하는 이 경기는, 사격 자세에 따라 3자세 경기와 복사 경기로 나눌 수 있다.
3자세 경기에서는 남자의 경우 복사, 입사, 슬사의 순서로 각 40발씩 사격하며, 주어지는 시간은 복사에 45분, 입사에 1시간 15분, 슬사에 1시간이다. 나중에 추가된 여자 3자세 경기에서는 각 자세별로 20발씩 사격하며, 주어지는 시간은 2시간 15분이 주어진다.
복사 경기에서는 남·여 공히 60발을 사격하며 1시간 15분의 시간이 주어진다.
예전에는 3자세 경기의 각 자세별로도 우승자를 가렸다. 그러나 1982년, 잉글리시 매치 (English Match)라고도 하는 50미터 복사의 형식으로 60발을 복사 자세로만 사격하는 복사 경기가 신설되었고, 1990년 이후로는 세계선수권대회에서 입사나 슬사 자세에 대해서는 시상하지 않게 되었다. 3자세 경기와 복사 경기 모두 올림픽 정식 종목이 아닌 관계로 결선 경기는 치르지 않고, 본선 경기만으로 진행된다.
300미터 소총 종목은 비용이 많이 들고, 넓은 사격장을 필요로 하는 관계로 최근 수십 년간 쇠퇴의 길을 걸어왔다. 300미터 소총 종목은 1970년 올림픽 정식 종목에서 제외되어, 10미터 공기소총 종목이 추가되기 전까지 한동안은 50미터 소총 종목이 올림픽 사격의 유일한 소총 경기 종목이 되기도 하였다. 그러나, 세계선수권대회나 각 지역 선수권대회에서는 이 종목이 여전히 남아 있고, 스위스, 프랑스, 스칸디나비아 국가들, 미국이 이 종목에서 강세를 보이고 있다.

## 같이 보기
- 국제 사격 연맹
- 국제식 사격